# Holîkove, Kreminna
Holîkove (în ucraineană Голикове) este un sat în comuna Cervonopopivka din raionul Kreminna, regiunea Luhansk, Ucraina.

## Demografie
Componența lingvistică a localității Holîkove
     Ucraineană (94,57%)
     Rusă (5,43%)
Conform recensământului din 2001, majoritatea populației localității Holîkove era vorbitoare de ucraineană (94,57%), existând în minoritate și vorbitori de rusă (5,43%).